# Фізичний або психічний примус
Психічний або фізичний примус — застосування щодо особи психологічного чи фізичного насильства з метою примушення її до вчинення протиправних дій або до протиправного невчинення певних дій всупереч її волі.

## Законодавство
Під психічним примусом згідно ст. 40 (2) КК України слід розуміти застосування кримінально-правового або не кримінально-правового психологічного насильства до людини з метою примусити її проти волі або мимо волі вчинити злочин.
Досить розповсюдженою є точка зору, що погроза фізичним насильством є єдино можливою формою вираження психічного насильства. Але є підстави віднести до нього також погрозу завданням шкоди правам людини, вплив на органи чуттів, повідомлення неприємної інформації тощо.